# Коган, Леонид Александрович
Леони́д Алекса́ндрович Ко́ган (1912―2013) ― советский и российский историк философии, доктор философских наук. Специалист по истории русской философии 1830—1860-х гг, русскому народному свободомыслию, письменному творчеству мыслителей-самородков, истории идеализма в России.

## Биография
Родился 27 февраля (12 марта) 1912 года в Одессе.
В 1932 году окончил экономический факультет Механико-технологического института. В 1937 году окончил аспирантуру философского факультета Московского института философии, литературы и истории (МИФЛИ). В 1937 году стал старшим научным сотрудником Института философии Академии наук СССР.
С началом Великой Отечественной войны 7 июля 1941 года мобилизован в ряды Красной Армии. Воевал в составе 1-й Ударной армии, затем на Северо-западном фронте и на 2-м и 3-м Прибалтийских фронтах.
После войны преподавал философию в Военной академии имени М. В. Фрунзе с 1946 по 1956 год.
В 1956 году вернулся в Институт философии Академии наук СССР, где проработал до 2013 года.
В 1964 году защитил докторскую диссертацию по теме «Из истории русского народного свободомыслия 1-й половины XIX века (философские и социологические идеи)». Действительный член Нью-Йоркской академии наук.
Умер 8 января 2013 года в Москве.

## Научная деятельность
Исследовал наследие выходцев из социальных низов ― крестьян-вольнодумцев, которые исповедовали социально-утопические, религиозно-скептические, этические и другие идеи. Ввёл в научный оборот семинарские сочинения Добролюбова, рукописи Серно-Соловьевича и философа-публициста И. А. Пиотровского.
Стал одним из авторов третьего тома «Истории философии». Участвовал в написании 6-томной «Истории философии», «Истории философии в СССР».
В своих публикациях до и после распада СССР высказывал противоположные взгляды в соответствии с политическеской обстановкой. Так, в статье 1959 года, посвящённой философии Вл. Соловьева, Коган характеризовал её как «выродившийся, насквозь пропитанный мистикой, идеализм», служащий средством «духовного порабощения людей». А в статье 1993 года Коган утверждал, что мистицизм у Соловьёва, как и у Бердяева, «сочетался с свободомыслием и человеколюбием». В статье о Философском пароходе, опубликованной в 1993 г., Коган призывал: «Пора развеять и другой миф — о якобы филантропическом, гуманном характере этой партийно-чекистской „операции“». А в советский период писал, что эта операция — «одно из ярких свидетельств банкротства российского буржуазно-дворянского идеализма».

## Сочинения
- «История философии» в 3 т. (М., 1941—1943, в соавторстве)
- «История философии» (М., 1959—1965. Т. 3-6, в соавторстве)
- К критике философии Вл. Соловьева // Вопросы философии. — 1959. — № 3. — С. 102—113.
- Крепостные вольнодумцы (XIX век). М., 1966
- Из предыстории гегельянства в России // Гегель и философия в России. М., 1974
- «История философии в СССР» (М., 1968—1988. Т. 2-5, в соавторстве)
- Новое о Н. А. Серно-Соловьевиче как мыслителе (по неопубликованным материалам) // Вопросы философии. 1984. № 7
- «Выслать за границу безжалостно». (Новое об изгнании духовной элиты) // Вопросы философии. — 1993. — № 9. — С. 61—84.
- Валерьян Муравьев как мыслитель // Философские исследования. 1994. № 1
- Непрочитанная страница (Г. Г. Шпет — директор Института научной философии) // Вопросы философии. 1995. № 10
- Триединство свободы // Там же. 1997. № 5[5].